# Neohaematopinus griseicolus
Neohaematopinus griseicolus är en insektsart som beskrevs av Ferris 1923. Neohaematopinus griseicolus ingår i släktet Neohaematopinus och familjen ledlöss. Inga underarter finns listade i Catalogue of Life.